# 기차역에서
기차역에서(Train Is Gone)는 한국에서 제작된 김홍완 감독의 2008년 영화이다. 홍승일 등이 주연으로 출연하였다.

## 출연

### 주연
- 홍승일
- 권민희
- 윤외암

## 제작진
- 조명: 최창환
- 조연출: 정재화
- 음향: 이진훈